# Irbesartan
Irbesartan (INN) je antagonist angiotenzin II receptora koji se uglavnom koristi u tretmanu hipertenzije. Irbesartan je razvila kompanija Sanofi Research, koja je postala deo Sanofi Aventisa. Njegovom prodajom se zajednički bave Sanofi Aventis i Bristol-Myers Squibb. Trgovačka imena su Aprovel, Karvea, i Avapro.

## Klinička upotreba

### Indikacije
Kao i svi drugi antagonisti angiotenzin II receptora, irbesartan je indiciran za tretman hipertenzije. Irbesartan može da uspori progres dijabetesne nefropatije. On je isto tako indiciran za redukciju progresa renalnog oboljenja kod pacijenata sa tipom 2 dijabetesa, hipertenzije i mikroalbuminurije (>30 mg/24 časa) ili proteinurije (>900 mg/24 časa).

### Kombinacija sa diureticima
Irbesartan je dostupan u formulacijama koje su kombinacije sa niskim dozama tiazidnih diuretika, prvenstveno hidrohlorotiazid, da bi se postigao dodatni antihipertensivni efekat. Preparacije irbesartan/hidrohlorotiazid kombinacija se prodaju pod sličnim trgovačkim imenima sa irbesartan preparacijama, uključujući Irda, CoIrda, CoAprovel, Karvezide, Avalide i Avapro HCT.

## Neuspešna klinička ispitivanja
Veliko proizvoljno kliničko ispitivanje na preko 4100 ljudi i žena sa oboljenjima srca u toku više od 4 godine je proizvelo zaključak da irbesartan ne dovodi do poboljšanja ili povećanja stope preživljavanja u poređenju sa placebo testom.

## Tržište
BMS godišnja prodaja je približno $1.3bn. Sanofi-Aventis godišnja prodaja je približno $2.1bn. Patent ovog leka ističe 2011. godine.

## Spoljašnje veze
- Blokatori renin-angiotenzin sistema
- Aktuelna terapija povećanog krvnog pritiska Архивирано на веб-сајту  (9. јануар 2010)
- Hronične komplikacije dijabetesa

|  | Molimo Vas, obratite pažnju na važno upozorenje u vezi sa temama iz oblasti medicine (zdravlja). |